# هاورد هيسيمان
هاورد هيسيمان (بالإنجليزية: Howard Hesseman)‏ (و. 1940  م) هو ممثل كوميدي، وممثل تلفزي، وممثل أفلام أمريكي، ولد في لبنان.

## التعليم
تعلم في جامعة أوريغون.

## وصلات خارجية
- هاورد هيسيمان على موقع IMDb (الإنجليزية)
- هاورد هيسيمان على موقع ألو سيني (الفرنسية)
- هاورد هيسيمان على موقع أول موفي (الإنجليزية)
- هاورد هيسيمان على موقع قاعدة بيانات برودواي على الإنترنت (الإنجليزية)
- هاورد هيسيمان على موقع قاعدة بيانات الأفلام السويدية (السويدية)
- هاورد هيسيمان على موقع إن إن دي بي (الإنجليزية)
- هاورد هيسيمان على موقع قاعدة بيانات الفيلم (الإنجليزية)
- هاورد هيسيمان على موقع كينوبويسك (الروسية)